# Marie Caroline de Saxe-Cobourg-Gotha
La princesse Marie Caroline Philomena Ignatia Pauline Josepha Michaela Gabriela Raphaela Gonzaga de Saxe-Cobourg-Gotha, née à Pola, Empire d'Autriche-Hongrie, le 10 janvier 1899 et morte assassinée au château de Hartheim en Autriche le 6 juin 1941, est une princesse de Saxe-Cobourg-Gotha, membre de la branche dite « brésilienne » de sa famille.

## Famille
La princesse Marie Caroline est la seconde fille et la troisième des huit enfants du prince Auguste de Saxe-Cobourg-Gotha (1867-1922) et de son épouse l'archiduchesse Caroline de Toscane (1869-1945), mariés en 1894. Elle appartient à la branche dite « brésilienne » de sa famille.
En effet, par sa grand-mère paternelle, la princesse Léopoldine du Brésil (1847-1871), la princesse est l'arrière petite-fille de l'empereur Pierre II du Brésil (1825-1891) et de son épouse la princesse Thérèse-Christine des Deux-Siciles (1822-1889), tandis que, par son grand-père paternel, elle descend du prince Auguste de Saxe-Cobourg-Gotha (1818-1881) et de son épouse la princesse Clémentine d'Orléans (1817-1907).
Ses grands-parents maternels sont l'archiduc Charles Salvator de Habsbourg-Toscane (1839-1892) et son épouse la princesse Marie-Immaculée de Bourbon-Siciles (1844-1899). Dès lors, la princesse Marie Caroline est apparentée aux maisons de Habsbourg et de Bourbon-Siciles.
Marie Caroline, née en 1899, est la troisième d'une fratrie de huit enfants comprenant : 1) Auguste de Saxe-Cobourg-Gotha (1895-1909), 2) Clémentine de Saxe-Cobourg-Gotha (1897-1975), 3) Rainer de Saxe-Cobourg-Gotha (1900-1945), 4) Philipp Josias de Saxe-Cobourg-Gotha (1901-1985), 5) Theresa de Saxe-Cobourg-Gotha (1902-1990), 6) Léopoldine de Saxe-Cobourg-Gotha (1905-1978) et 7) Ernst de Saxe-Cobourg-Gotha (1907-1978),.

## Biographie

### Jeunesse

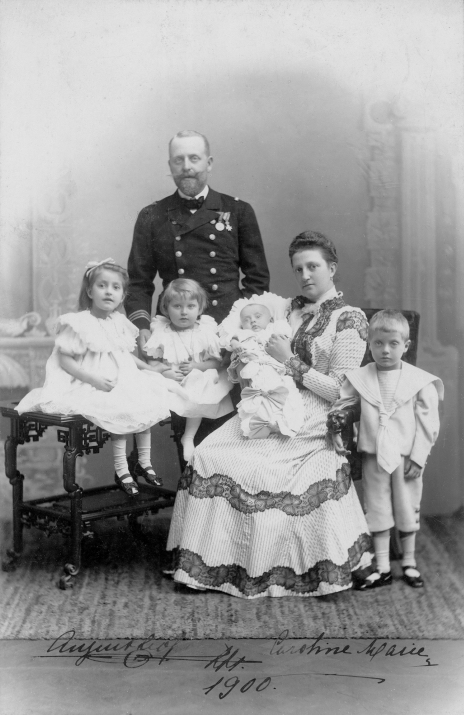
Auguste de Saxe-Cobourg, son épouse Caroline de Toscane et leurs quatre premiers enfants : Clémentine, Marie Caroline, Rainer et Auguste photographiés par Victor Angerer en 1900.

La princesse Marie Caroline, née en 1899, est atteinte de retard mental, à l'instar de son frère aîné Auguste et de sa sœur Léopoldine. Elle passe sa jeunesse dans les diverses propriétés des Cobourg, avec ses frères et sœurs. L'harmonie familiale est troublée par la mort, le 22 septembre 1909, des suites d'une maladie pulmonaire, de son frère aîné Auguste à l'âge de 13 ans. Son père, Auguste, officier retiré des marines brésilienne et austro-hongroise, gère maintenant ses domaines et s'adonne à la chasse. Sa mère, l'archiduchesse Caroline, douce et dévote est dévouée à l'éducation de ses enfants.

### Conséquences de la Première Guerre mondiale
En 1918, la chute de la monarchie autrichienne met en péril l'existence de la fortune familiale à la tête de laquelle figure le prince Philippe de Saxe-Cobourg-Gotha, réputé comme le troisième homme le plus riche de l'empire austro-hongrois. Le prince Auguste ne perçoit plus la rente liée au fidéicommis, le contraignant à mener une vie plus modeste. À partir de 1919, après la vente du château de Gerasdorf, la famille de la jeune fille réside au château de Schladming en Styrie.
Lorsque son grand-oncle Philippe de Saxe-Cobourg doit choisir un héritier pour diriger la majorat familial, il désigne son filleul et petit-neveu le prince Philipp Josias, le frère de Marie Caroline. En 1921 après avoir hérité de son grand-oncle, Philipp Josias choisit de résider au palais Cobourg à Vienne, tandis que Marie Caroline qui aurait contracté la poliomyélite, et les siens restent à Schladming, en Styrie, où meurt le prince Auguste le 11 octobre 1922.

### Les années 1930
Les frères de Marie Caroline, Rainer et Ernst, sont affiliés au parti nazi, à l'instar du prince Charles Edouard, chef de la maison de Saxe-Cobourg. La position de Philipp Josias n'est pas clairement établie : ardent opposant à Hitler et à sa politique, ou soutien au nazisme, les témoignages sont contradictoires,.
En août 1935, Philipp Josias quitte l'Autriche et s'établit au palais Cobourg de Budapest. Marie Caroline et ses proches demeurent à Schladming, mais lorsque la propriété est vendue par son frère puîné le prince Ernst, Marie Caroline, que sa pathologie oblige à garder constamment le lit, est placée, par décision de sa famille, le 13 septembre 1938, dans une institution hospitalière de Salzbourg et confiée aux soins de religieuses,,.

### Victime du programme T4

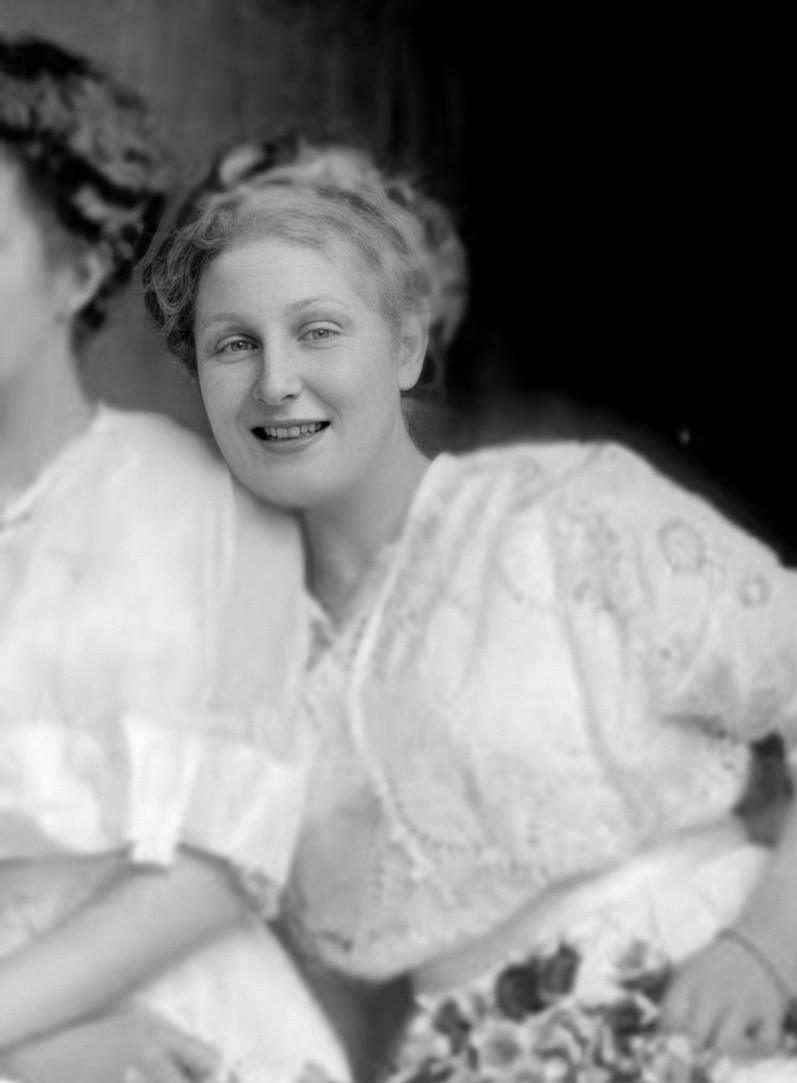
Marie Caroline de Saxe-Cobourg-Gotha.

Lorsque la Seconde Guerre mondiale éclate, en 1939, la princesse Caroline et sa fille Léopoldine viennent s'installer auprès de Philipp Josias à Budapest. Le 6 juin 1941, la princesse Marie Caroline est soustraite de l'institution religieuse où elle demeurait. Elle est emmenée de force au château de Hartheim, à Alkoven, près de Linz. Le jour même, en raison de son handicap mental, elle est assassinée, victime du programme T4 conçu par les nazis et visant à euthanasier toute personne jugée inadaptée ou antisociale,,. 
Les statistiques indiquent que 18 269 personnes ont été exécutées dans les chambres à gaz du château durant une période de 16 mois entre mai 1940 et le 1er septembre 1941. Les cendres de la princesse Marie Caroline sont rendues à sa famille et déposées dans la crypte de l'église Saint-Augustin de Cobourg. En son honneur, un « pavé de mémoire » est placé au château de Schladming, devenu l'hôtel de ville de la cité.

## Ascendance de Marie Caroline de Saxe-Cobourg-Gotha
|  |                                                 |  |  |  |  |  |  |  |  |  |  |  |  |
|  | 8. Auguste de Saxe-Cobourg-Gotha                |  |  |  |  |  |  |  |  |  |  |  |  |
|  |                                                 |  |  |  |  |  |  |  |  |  |  |  |  |
|  |                                                 |  |  |  |  |  |  |  |  |  |  |  |  |
|  | 4. Auguste de Saxe-Cobourg-Gotha                |  |  |  |  |  |  |  |  |  |  |  |  |
|  |                                                 |  |  |  |  |  |  |  |  |  |  |  |  |
|  |                                                 |  |  |  |  |  |  |  |  |  |  |  |  |
|  | 9. Clémentine d'Orléans                         |  |  |  |  |  |  |  |  |  |  |  |  |
|  |                                                 |  |  |  |  |  |  |  |  |  |  |  |  |
|  |                                                 |  |  |  |  |  |  |  |  |  |  |  |  |
|  | 2. Auguste de Saxe-Cobourg-Gotha                |  |  |  |  |  |  |  |  |  |  |  |  |
|  |                                                 |  |  |  |  |  |  |  |  |  |  |  |  |
|  |                                                 |  |  |  |  |  |  |  |  |  |  |  |  |
|  | 10. Pierre II du Brésil                         |  |  |  |  |  |  |  |  |  |  |  |  |
|  |                                                 |  |  |  |  |  |  |  |  |  |  |  |  |
|  |                                                 |  |  |  |  |  |  |  |  |  |  |  |  |
|  | 5. Léopoldine du Brésil                         |  |  |  |  |  |  |  |  |  |  |  |  |
|  |                                                 |  |  |  |  |  |  |  |  |  |  |  |  |
|  |                                                 |  |  |  |  |  |  |  |  |  |  |  |  |
|  | 11. Thérèse-Christine de Bourbon-Siciles        |  |  |  |  |  |  |  |  |  |  |  |  |
|  |                                                 |  |  |  |  |  |  |  |  |  |  |  |  |
|  |                                                 |  |  |  |  |  |  |  |  |  |  |  |  |
|  | 1. Marie Caroline de Saxe-Cobourg-Gotha         |  |  |  |  |  |  |  |  |  |  |  |  |
|  |                                                 |  |  |  |  |  |  |  |  |  |  |  |  |
|  |                                                 |  |  |  |  |  |  |  |  |  |  |  |  |
|  | 12. Léopold II de Toscane                       |  |  |  |  |  |  |  |  |  |  |  |  |
|  |                                                 |  |  |  |  |  |  |  |  |  |  |  |  |
|  |                                                 |  |  |  |  |  |  |  |  |  |  |  |  |
|  | 6. Charles Salvator de Habsbourg-Toscane        |  |  |  |  |  |  |  |  |  |  |  |  |
|  |                                                 |  |  |  |  |  |  |  |  |  |  |  |  |
|  |                                                 |  |  |  |  |  |  |  |  |  |  |  |  |
|  | 13. Marie-Antoinette de Bourbon-Siciles         |  |  |  |  |  |  |  |  |  |  |  |  |
|  |                                                 |  |  |  |  |  |  |  |  |  |  |  |  |
|  |                                                 |  |  |  |  |  |  |  |  |  |  |  |  |
|  | 3. Caroline Marie de Habsbourg-Toscane          |  |  |  |  |  |  |  |  |  |  |  |  |
|  |                                                 |  |  |  |  |  |  |  |  |  |  |  |  |
|  |                                                 |  |  |  |  |  |  |  |  |  |  |  |  |
|  | 14. Ferdinand II des Deux-Siciles               |  |  |  |  |  |  |  |  |  |  |  |  |
|  |                                                 |  |  |  |  |  |  |  |  |  |  |  |  |
|  |                                                 |  |  |  |  |  |  |  |  |  |  |  |  |
|  | 7. Marie-Immaculée de Bourbon-Siciles           |  |  |  |  |  |  |  |  |  |  |  |  |
|  |                                                 |  |  |  |  |  |  |  |  |  |  |  |  |
|  |                                                 |  |  |  |  |  |  |  |  |  |  |  |  |
|  | 15. Marie-Thérèse de Habsbourg-Lorraine-Teschen |  |  |  |  |  |  |  |  |  |  |  |  |
|  |                                                 |  |  |  |  |  |  |  |  |  |  |  |  |
|  |                                                 |  |  |  |  |  |  |  |  |  |  |  |  |

#### Ouvrages généraux

Blason des Saxe-Cobourg brésiliens.

- Nicolas Énache, La descendance de Marie-Thérèse de Habsburg, Paris, Éditions L'intermédiaire des chercheurs et curieux, 1999, 795 p. (ISBN 978-2-908003-04-8)
- Michel Huberty et Alain Giraud, L'Allemagne dynastique : HESSE-REUSS-SAXE, t. I, Le Perreux-sur-Marne, 1976, 597 p.
- (en) Alan R. Rushton, Charles Edward of Saxe-Coburg : The German Red Cross and the Plan to Kill “Unfit” Citizens 1933-1945, Cambridge, Cambridge Scholars Publishing, 2018, 225 p. (ISBN 978-1-5275-1340-2).

#### Articles biographiques
- Olivier Defrance et Joseph van Loon, « Philipp Josias de Saxe-Cobourg et Gotha, un cousin méconnu de nos rois », Museum Dynasticum, vol. XXX, no 1,‎ 2018, p. 5-21 (ISSN 0777-0936, lire en ligne, consulté le 18 août 2022).
- (en) Olivier Defrance et Joseph van Loon, « The Last Kohary - The life of Philipp Josias of Saxe-Coburg and Gotha », Royalty Digest Quarterly, no 4,‎ 2017, p. 1-12 (ISSN 1653-5219).
- (de) Felicitas Trotzky, Günter Fuhrmann et Monika Faes, « Schladmings vergessene Prinzessin Marie Karoline von Sachsen-Coburg und Gotha (1899-1941) », Heimatkundliche Blätter von Schladming, no 81,‎ novembre 2021, p. 1-6 (lire en ligne, consulté le 22 août 2022).